# Coppa delle Coppe araba
La Coppa delle Coppe araba (in arabo الكأس العربية للأندية الفائزة بالكؤوس‎?, in inglese Arab Cup Winners' Cup, "coppa araba dei vincitori delle coppe") è stata una competizione calcistica riservata ai club vincitori delle coppe nazionali dei paesi del mondo arabo, organizzata dalla Union of Arab Football Associations (UAFA) dal 1989 al 2002, anno in cui fu dismessa e convogliata nella Coppa dei Campioni araba per club.

## Formato e partecipanti
La coppa era organizzata con turni preliminari, fase a gironi e fase a eliminazione diretta, con gare di andata e ritorno. Vi partecipavano dalle 8 alle 10 squadre.

## Albo d'oro
| Anno          | Vincitore            | Risultato         | Finalista       | Luogo                                            | Affuenza      |
| ------------- | -------------------- | ----------------- | --------------- | ------------------------------------------------ | ------------- |
| 1989 dettagli | Stade Tunisien       | 0 - 0 6 - 5 (dtr) | Kuwait SC       | Stadio Principe Abd Allāh bin Fayṣal, Gedda      |               |
| 1990          | Non disputata        | Non disputata     | Non disputata   | Non disputata                                    | Non disputata |
| 1991 dettagli | Olympique Casablanca | 1 - 0             | Al Mokawloon SC | Stadio Al-Maktoum, Dubai                         |               |
| 1992 dettagli | Olympique Casablanca | 2 - 0 (dts)       | Sadd SC         | Stadio Principe Abd Allāh bin Fayṣal, Gedda      |               |
| 1993 dettagli | Olympique Casablanca | 1 - 0             | Al-Qadisiyah FC | Stadio internazionale Khalifa, Doha              |               |
| 1994 dettagli | Al Ahly              | 1 - 0             | Al-Shabab Club  | Stadio internazionale del Cairo, Cairo           |               |
| 1995 dettagli | Club Africain        | 1 - 0 (dts)       | ES Sahel        | Stadio olimpico di Susa, Susa                    |               |
| 1996 dettagli | OC Khouribga         | 3 - 1             | Al-Faisaly Club | Stadio internazionale di Amman, Amman            |               |
| 1997 dettagli | MC Oran              | 2 - 0             | Al-Shabab Club  | Stadio Ismailia, Ismailia                        |               |
| 1998 dettagli | MC Oran              | 2 - 1 (dts)       | Al-Jaish SC     | Stadio Città dello Sport Camille Chamoun, Beirut |               |
| 1999 dettagli | Al-Ittihad SC        | 2 - 0             | Al-Jaish SC     | Stadio Mohammed Al-Hamad, Kuwait City            |               |
| 2000 dettagli | Al-Hilal FC          | 2 - 1 (dts)       | Al Nassr FC     | Stadio internazionale Re Fahd, Riad              | 65 000        |
| 2001 dettagli | Stade Tunisien       | 3 - 1             | Al-Hilal Club   | Stade Chedly Zouiten, Tunis                      | 20 000        |

## Vittorie per squadra
| #  | Squadra                            | Vittorie | Finai perse |
| -- | ---------------------------------- | -------- | ----------- |
| 1  | Olympique Casablanca               | 3        | 0           |
| 2  | MC Oran                            | 2        | 0           |
| -  | Stade Tunisien                     | 2        | 0           |
| 4  | Al Ahly                            | 1        | 0           |
| -  | Al-Hilal FC                        | 1        | 0           |
| -  | Al-Ittihad SC (oggi Al-Gharafa SC) | 1        | 0           |
| -  | Club Africain                      | 1        | 0           |
| -  | OC Khouribga                       | 1        | 0           |
| 9  | Al-Jaish SC                        | 0        | 2           |
| -  | Al-Shabab Club                     | 0        | 2           |
| 11 | Al-Faisaly Club                    | 0        | 1           |
| -  | Al-Hilal Omdurman                  | 0        | 1           |
| -  | Al Nassr FC                        | 0        | 1           |
| -  | Al-Qadisiyah FC                    | 0        | 1           |
| -  | Al Mokawloon SC                    | 0        | 1           |
| -  | Étoile du Sahel                    | 0        | 1           |
| -  | Kuwait SC                          | 0        | 1           |
| -  | Sadd SC                            | 0        | 1           |

## Vittorie per nazione
| # | Nazione        | Vittorie | Finali perse | Totale |
| - | -------------- | -------- | ------------ | ------ |
| 1 | Marocco        | 4        | 0            | 4      |
| 2 | Tunisia        | 3        | 1            | 4      |
| 3 | Algeria        | 2        | 0            | 2      |
| 4 | Arabia Saudita | 1        | 4            | 5      |
| 5 | Egitto         | 1        | 1            | 2      |
| - | Qatar          | 1        | 1            | 2      |
| 7 | Siria          | 0        | 2            | 2      |
| 8 | Giordania      | 0        | 1            | 1      |
| - | Kuwait         | 0        | 1            | 1      |
| - | Sudan          | 0        | 1            | 1      |